# Der Prinz von Arkadien
Der Prinz von Arkadien ist ein österreichischer Spielfilm aus dem Jahre 1932 von Karl Hartl mit Willi Forst und Liane Haid in den Hauptrollen.

## Handlung
Der royale Herrscher eines Phantasiestaates wird dazu genötigt abzudanken und soll ins Exil geschickt werden. Während das Regierungskabinett im Saal wartet, um seiner Majestät diese bittere Pille zu verabreichen und dazu seine Unterschrift benötigt, amüsiert sich der Monarch mit einer hübschen jungen Dame in seinen Gemächern. Der durch die Flure zum Liebesnest eilende Hofmarschall bittet submissest um Gehör, doch die junge Maitresse antwortet keck: "Après minuit, c'est moi qui règne" (Nach Mitternacht bin ich es, die regiert). Dann fällt die Schlafzimmertür wieder zu. Schließlich kommt es zum Unvermeidlichen: Majestät ergreift den Griffel und unterzeichnet seine eigene Absetzung. Kurz darauf wird ein Blumenstrauß überreicht, der in absurder Weise von einem zum anderen gereicht wird, dann setzt sich der Ex-Monarch, der sich fortan Prinz von Arkadien nennt, in sein Fahrzeug und fährt sonnigeren Zeiten entgegen. Sein Ziel ist die Adria, wo sich bereits einige abgehalfterte und infolge von Revolutionen weggefegte Ex-Potentaten tummeln und es sich ohne anstrengende Regierungsgeschäfte gut gehen lassen. Auf der Fahrt dorthin fällt auch noch die Hupe des Prinzen-Gefährts aus, und er wird von der Polizei angehalten. Man macht seiner Hoheit klar, dass er diesen Schaden sofort beheben lassen müsse. Als der Prinz von Arkadien die neue Hupe dreimal hintereinander ausprobiert, fällt ihm aus einem Haus ein Schlüsselbund vor die Füße. Er blickt nach oben und sieht eine junge Frau rasch ein Fenster schließen und die Gardine zuziehen. Der Prinz geht auf das nicht für ihn bestimmte Hupensignal ein und begibt sich nach oben zu der Unbekannten. Er bleibt dort bis in die Morgenstunden, dann trennt man sich wieder. Der Prinz muss der Unbekannten versprechen, keine Nachforschungen über sie anzustellen und, sollte man sich noch einmal im Leben begegnen, so tun, als würde er sie nicht kennen.
Es braucht nicht viel Zeit bis seine Hoheit im Exil herausbekommt, um wen es sich bei der Schönen der Nacht handelt. Es ist die Schauspielerin Mary Mirana, die einst aufgrund eines Spottliedes auf ihn, den ehemaligen Herrscher und jetzigen Prinz von Arkadien, das Königreich verlassen musste. Zum Wiedersehen kommt es schon bald, und zwar, als die royale Tante des Prinzen zum Tee lädt. Die Fürsten-Tante möchte nämlich gern den bindungsscheuen Ex-Monarchen mit ihrer Nichte, der Infantin, verkuppeln. Der Prinz entdeckt bei dieser gesellschaftlichen Zusammenkunft Mary und singt aus Übermut genau jenes Spottlied, das Mary einst zum Verhängnis wurde. Ihm gefällt die Melodie, während Mary das Gefühl hat, er wolle sich über sie lustig machen. Immerhin hält sich der Prinz an seine Vereinbarung mit der Künstlerin und tut so, als würde er sie nicht kennen. Mary geht ihm nicht mehr aus dem Kopf, er hat sich ernsthaft in die junge Frau verliebt. Es kommt zu einer unerwarteten Wiederbegegnung, als die Schauspielerin bei einem Unwetter in seinem Exilschloss Unterschlupf sucht. Der Prinz von Arkadien gibt sich, obwohl Mary ihm nunmehr gern ihr „Geheimnis“ verraten würde, gespielt desinteressiert, als es um die Frage geht, wen sie damals eigentlich erwartet hatte, als sie ihre Wohnungsschlüssel auf den Bordstein herabgeworfen hatte. Schließlich aber kommt die Lösung an den Tag, die für alle Beteiligten ein Happy End bedeutet: Die drei Hupsignale waren nämlich als geheimes Zeichen für die Infantin gedacht. Die nimmt nämlich heimlich – die royale Tante soll nichts davon wissen – bei Mary Schauspielunterricht, da sie zum Theater möchte und nicht im Traum daran denkt, zu heiraten. Nun ist auch der Weg frei für seine Hoheit und die Schauspielerin.

## Produktionsnotizen
Der Prinz von Arkadien entstand zwischen dem 21. Februar und dem 29. März 1932 im Sascha-Filmatelier in Wien-Sievering, die letzten Tage seit dem 25. März wurden in Ragusa (Sizilien) die Außenaufnahmen angefertigt. Die Uraufführung erfolgte am 17. Mai 1932 in Berlin, die Wiener Premiere war am 14. Oktober 1932. 
Hans Ledersteger gestaltete die Filmbauten. Rudolf Perak übernahm die musikalische Leitung. Alfred Norkus kümmerte sich um den Ton. Karl Leiter war Regieassistent.

## Wissenswertes
Im Jahr darauf drehte der infolge der NS-Machtübernahme aus Deutschland ins britische Exil getriebene jüdische UFA-Regisseur Hanns Schwarz ein Remake unter dem Titel Prince of Arcadia. Die Rollen Forsts und der Haid übernahmen hier Carl Brisson und Margot Grahame.

## Kritiken
Die Österreichische Film-Zeitung schrieb: „Die Schauspielerin wird von Liane Haid mit viel Grazie und Scharm dargestellt, Willy [sic!] Forst spielt den Prinzen mit gewinnender Liebenswürdigkeit.“
Auf Schnittberichte.com ist zu lesen: “Ein Klassiker des österreichischen Films als Wiederentdeckung im Rahmen der Edition. (…) Ein im wahrsten Sinne des Wortes wienerischer Film, voll Charme, Wortwitz und melancholischen Zwischentönen. DER PRINZ VON ARKADIEN zelebriert einen utopischen Zustand schöner Täuschung und historisch entkoppelter Gegenwärtigkeit.”